# Kummerfeld
Kummerfeld är en kommun och ort i Kreis Pinneberg i förbundslandet Schleswig-Holstein i Tyskland.
Kommunen ingår i kommunalförbundet Amt Pinnau tillsammans med ytterligare fyra kommuner.